# Żywią i bronią (czasopismo)
Żywią i bronią – konspiracyjny miesięcznik wydawany od marca 1942 do czerwca 1944 roku w Warszawie, jako organ Komendy Głównej Batalionów Chłopskich (BCh).
W okresie powstania warszawskiego był dziennikiem. Numery powstańcze mają wprowadzoną dodatkową numerację z dni Powstania. Po Powstaniu, w okresie od listopada 1944 do stycznia 1945 był jeszcze wydawany w miejscowości Zalesie k. Warszawy.